# Бусинівська розв'язка

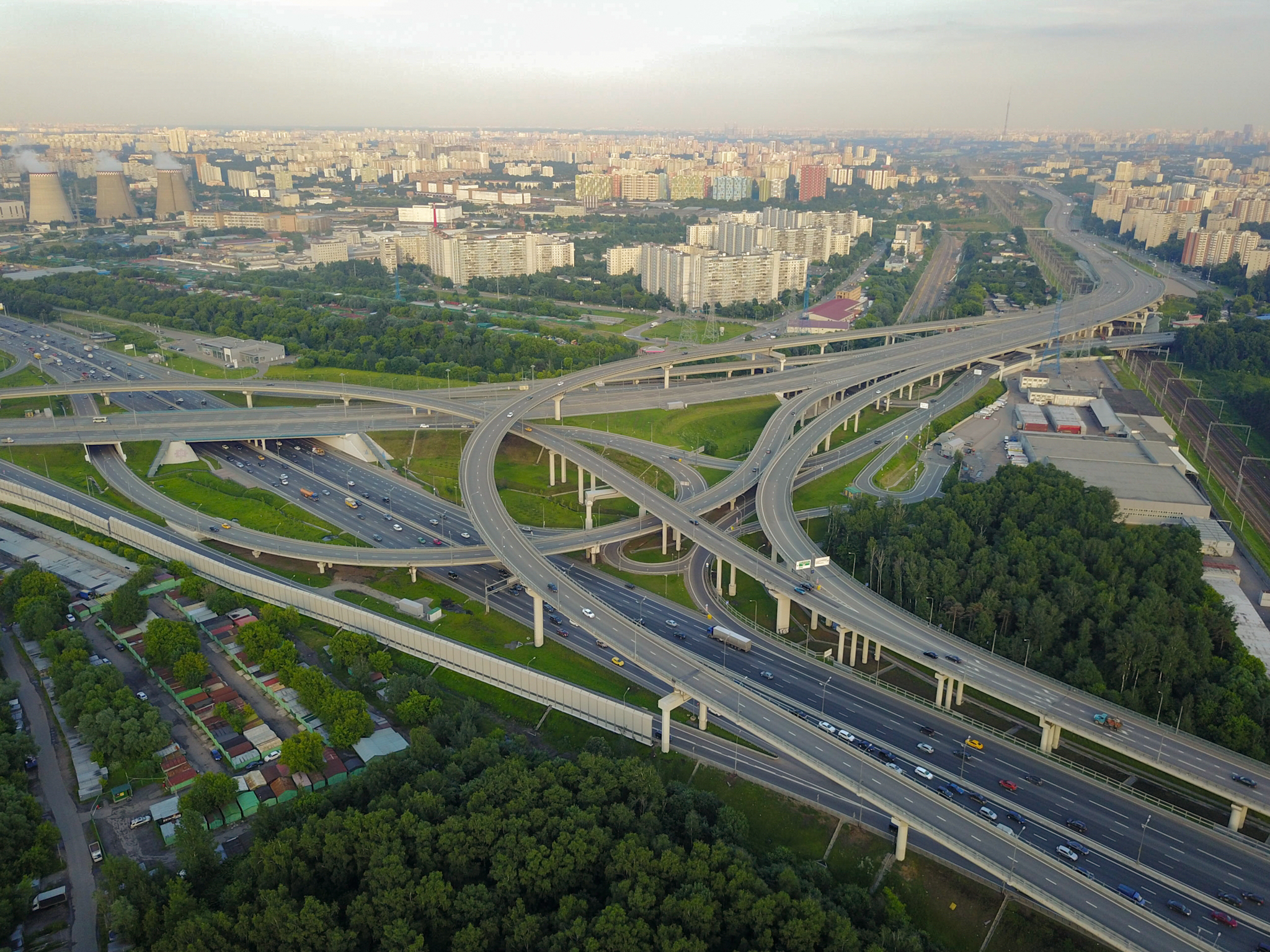

Бусинівська розв'язка (рос. Бусиновская развязка) - транспортна розв'язка на перетині  Північно-Східної хорди разом з головною ділянкою швидкісної  автомобільної магістралі Москва - Санкт-Петербург (М-11) і  Московською кільцевою автомобільною дорогою (МКАД). Є першою і на даний момент єдиною в Росії і в країнах колишнього СРСР 5-рівневою транспортною розв'язкою. 
Будівництво автодороги від Бусинівської розв'язки до  Фестивальної вулиці і самої розв'язки почалося в січні 2013 і було завершено 23 грудня 2014. За твердженням генерального проектувальника - компанії «Мосінжпроект» - всі будівельні роботи за названою ділянкою були завершені на 18 місяців швидше нормативних термінів.

## Галерея

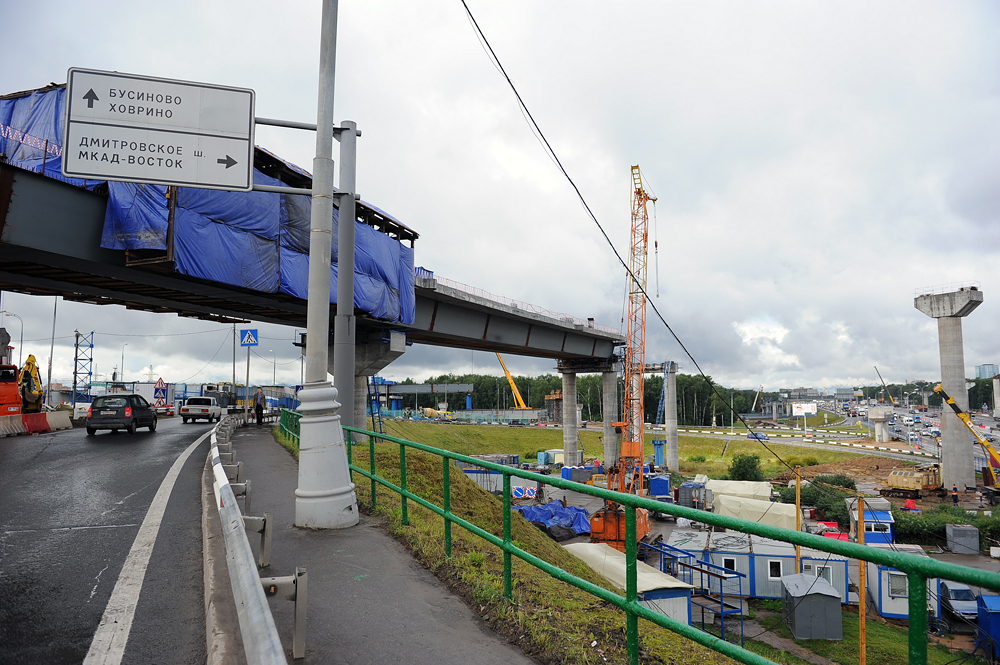
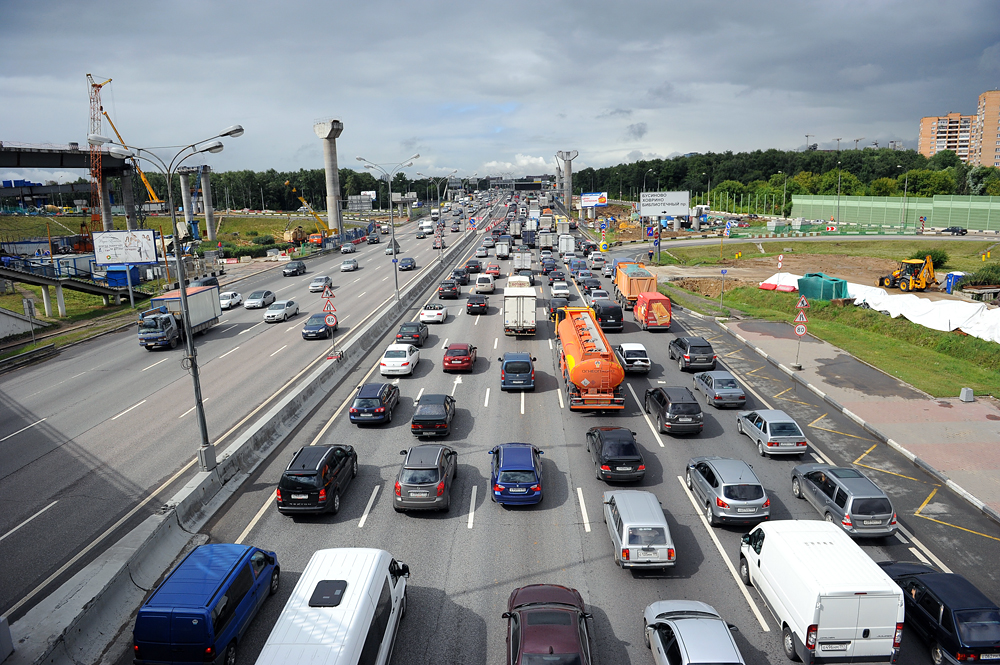